# Треугольник (фильм, 1967)
«Треугольник» — художественный фильм о 13-летнем мальчике и его друзьях — пяти кузнецах из Ленинакана.
Прокат (1967) — 2,1 млн зрителей.

## Сюжет
Тринадцатилетний Овик всегда был рядом с пятью неунывающими кузнецами. О них он и рассказал — весело и с любовью. Вначале Мко женился на русской девушке. Друзья не сразу приняли и полюбили Любу. А когда в небе стали летать самолеты, Гаспар поднялся высоко в небо и не вернулся. Потом началась война. Мко и Люба ушли на фронт и тоже не вернулись. Овик вырос, простился с городом и уехал учиться.

## В ролях
- Армен Джигарханян — Мукуч
- Сос Саркисян — мастер Мкртич
- Фрунзик Мкртчян — Гаспар
- Павел Арсенов — Мко
- Зураб Лаперадзе — Васо Мкртичишвили
- Михаил Овсепян — Овик, сын Мукуча
- Инна Алабина — Люба
- Жирайр Аветисян — расклейщик афиш
- Сергей Дворецкий — военный Петя

## Съёмочная группа
- Художники: Рафаэль Бабаян, Грайр Карапетян

## Награды
- 1975 — Фрунзик Мкртчян за роль Гаспара удостоен Государственной премии Армянской ССР.

## Технические данные
впервые на экране — 7 ноября 1967 г., Москва